# Erythrophleum ivorense
Erythrophleum ivorense ist ein Baum aus der Gattung Erythrophleum in der Familie der Hülsenfrüchtler aus der Unterfamilie der Johannisbrotgewächse aus dem nordwestlichen Zentralafrika bis nach Westafrika.

## Beschreibung
Erythrophleum ivorense wächst als laubabwerfender Baum bis zu 40 Meter hoch. Der Stammdurchmesser erreicht bis 1,5 Meter. Es können Brettwurzeln vorkommen oder der Stamm ist geriffelt. Die grau-braune Borke ist schuppig bis abblätternd.
Die wechselständigen und gestielten Laubblätter sind doppelt gefiedert mit bis zu 8 unpaarig gefiederten Fiedern 1. Ordnung. Der Blattstiel ist bis 7 Zentimeter lang, die leicht rostig behaarte Rhachis bis 15 Zentimeter. Die wechselständigen, eiförmigen bis elliptischen, kurz gestielten, fast kahlen, nur unterseits auf der Mittelader etwas behaarten, ledrigen Blättchen, mit oft ungleicher Spreite, sind bis 8,5 Zentimeter lang, ganzrandig und zugespitzt bis geschwänzt. Es sind winzige Nebenblätter vorhanden, die meist früh abfallen.
Es werden end- oder achselständige Rispen mit schlanken, dichten und kegelförmigen, traubigen Gruppen gebildet. Die sehr kleinen, zwittrigen und fast sitzenden bis kurz gestielten, rötlichen Blüten sind fünfzählig mit doppelter Blütenhülle. Der gezähnte und becherförmige Kelch und die verkehrt-eiförmigen, bis 2 Millimeter langen Petalen sind außen dicht behaart. Es sind 10 freie und vorstehende Staubblätter in zwei Kreisen, 5 sind länger und 5 kürzer, vorhanden. Der oberständige, kurz gestielte und einkammerige, keulenförmige Fruchtknoten ist wollig behaart mit minimalem Griffel und winziger Narbe.
Es werden bis 10 Zentimeter lange, flache, dickledrige und leicht gebogene, elliptische Hülsenfrüchte gebildet. Die bis zu 6 flachen, eiförmigen bis elliptischen Samen sind schwarz.

## Taxonomie
Erythrophleum ivorense wurde 1909 von Auguste Jean Baptiste Chevalier in Vegetaux Utiles de l'Afrique Tropicale Française; Etudes Scientifiques et Agronomiques Band 5 Seite 178 erstbeschrieben.

## Verwendung
Das schwere, harte und beständige Holz wird vielfältig verwendet. Es ist bekannt als Tali, ähnlich ist jenes von Erythrophleum suaveolens.
Die Rinde wird medizinisch genutzt.